# Семенихин, Владимир Сергеевич
Владимир Сергеевич Семени́хин (27 января [9 февраля] 1918, гор. Сумы — 27 ноября 1990, Москва) — советский учёный в области АСУ, академик АН СССР (1972; член-корреспондент 1968), Герой Социалистического Труда (1981). Доктор технических наук (1964), профессор (1968). Лауреат Ленинской (1985) и двух Государственных премий СССР (1970, 1976). 
В 1963–1971 гг. директор НИИ автоматической аппаратуры (НИИАА) - с 1991 носящего его имя. В 1971–1974 гг. заместитель министра радиопромышленности СССР. С 1974 г. генеральный конструктор НИИАА и НИИ «Восход», а также завкафедрой  Московского института радиотехники, электроники и автоматики.
Депутат Верховного Совета СССР (1979-1989).

## Биография
В 1935-1937 гг. студент Донецкого индустриального института.
Окончил Московский энергетический институт (1941), выпускник кафедры автоматики и телемеханики.
В 1941 году после начала Великой Отечественной войны направлен в Свердловск на Завод № 217 Народного комиссариата вооружений СССР, работал над созданием и отработкой технологии изготовления новых образцов авиационных пушечно-пулемётных и бомбардировочных прицелов. Член КПСС с 1945 года.
В 1946—1948 годах работал старшим инженером технического управления Министерства вооружения СССР.
С 1948 года работал на заводе № 569 Министерства вооружения СССР, сначала начальником цеха, а с 1950 года начальником ОКБ — главным конструктором того же завода.
В 1963—1971 годах директор Научно-исследовательского института автоматической аппаратуры (НИИАА).
В 1971—1974 годах заместитель министра радиопромышленности СССР, затем член коллегии министерства.
В 1975 году вместе с академиком В. М. Глушковым и членом-корреспондентом В. Г. Афанасьевым отправил в КПК характеристику научной значимости работ Побиска Кузнецова, на основании которой последнего восстановили в партии.
Похоронен на Востряковском кладбище.

## Награды
- орден Ленина (1971, 1981, 1988)[7],
- орден Октябрьской Революции (1975),
- орден «Знак Почёта» (1945),
- орден Трудового Красного Знамени (1956, 1962),
- медали.

## Семья
Родители погибнут в 1943 году в городе Сталино (ныне Донецк, Украина). Отец Сергей Иванович Семенихин родился в 1881 году в городе Гороховец — ныне Владимирской области. Мать Валерия Валерьяновна Семенихина родилась в 1888 году в городе Ворожба, ныне Сумской области.
- Жена: Любовь Николаевна Семенихина (Лебедева; 1918-2013[8]), родилась в cеле Хорошие Воды (Липецкая область).
- Сыновья:
  - Валерий (1940—1943), погиб в городе Сталино;
  - Сергей (1944—2019);
  - Владимир (род. 1947)[9].
    - Внук: Денис Владимирович Семенихин (род. 1971), российский телеведущий, популярный видеоблогер[10].

## Память
- В 1991 году НИИ автоматической аппаратуры было присвоено имя академика В. С. Семенихина[11].

- В его честь названо судно контроля физических полей проекта 18061 в составе Балтийского флота (с 15 октября 1992 года) — «Академик Семенихин».
- В Москве — улица Академика Семенихина в районе Обручевский[12].